# Şəftəhal
Şəftəhal è un comune dell'Azerbaigian situato nel distretto di Zərdab. Conta una popolazione di 834 abitanti.